# Георги Милушев
Георги Стефанов Милушев е български офицер от Държавна сигурност (генерал-майор).

## Биография
Георги Милушев е роден на 20 юни 1937 година в село Капитан Андреево, Свиленградско, в средно заможно семейство. През 1951 година завършва прогимназия в родното си село, а през 1955 година завършва гимназията в Свиленград. През 1958 година завършва Народното военно училище „Васил Левски“.
На 5 септември 1958 година Милушев е назначен в Гранични войски при Министерството на вътрешните работи като заместник-началник по строевата част на 10 гранична застава (при село Мочуре, Смолянско) в 4 граничен отряд, малко след това е произведен в лейтенант, а от 1960 година е заместник-командир по политическата част на трета застава в Капитан Андреево. През 1959 – 1961 година преминава курс по френски език в Школата „Георги Димитров“ в София. От 11 март 1961 година е старши контрольор на КПП „Капитан Андреево“, а няколко месеца по-късно е повишен в старши лейтенант. През октомври 1962 година Георги Милушев е преназначен във Второ управление на Държавна сигурност, оставайки на работа на КПП „Капитан Андреево“. По това време става и член на Българската комунистическа партия (БКП). На 18 септември 1965 година е повишен в капитан.
През 1969 година, след няколко неуспешни опита, Георги Милушев успява да се премести в София, като на 19 април е назначен за инспектор IV степен в 01 отделение (контролно-пропускателни пунктове) в 09 отдел на Второ главно управление, където първоначално отговаря за КПП „Капитан Андреево“ и КПП „Свиленград“. През септември септември 1970 година е преназначен за инспектор III степен и е повишен в майор. В началото на 1971 година завършва задочно външна търговия във Висшия икономически институт „Карл Маркс“. На 27 април 1971 година е прехвърлен в 05 отдел като подпомагащ неговото ръководство с ранг на заместник-началник на отделение. На 10 август 1972 година е върнат в 09 отдел като заместник-началник на 04 отделение, натоварено с контрола на множество външнотърговски предприятия. През лятото на 1973 година е изпратен на едномесечна специализация по френски език в Гренобъл, а на 31 август 1974 година е предсрочно повишен в подполковник. През пролетта на 1975 година е командирован в Чехословакия за отвличането на българския емигрант в Швейцария Георги Гьондов, като успешното провеждане на акцията е сред причините за повишаването му като началник на 04 отделение от 17 април 1976 година.
През пролетта на 1977 година Милушев е изпратен на тримесечен курс във висша школа на КГБ в Съветския съюз, а след връщането си от 1 август 1977 е инструктор в отдел „Организационен“ на партийния комитет на БКП в МВР, запазвайки ранга си на началник на отделение. От 1 август 1979 година е заместник-началник на отдела за подработване на документи и текущ контрол в Секретариата на МВР. В края на същия месец е повишен в полковник, а на 19 октомври 1979 година е преназначен за оперативен помощник на министъра и заместник-началник на отдел в Централното организационно-информационно управление (ЦИОУ). От 20 октомври 1980 година е началник на отдел „Помощници на министъра и технически секретари на заместник-министрите“ в ЦИОУ, а от 12 декември същата година – на отдел „Планово-организационен“ в същото управление.
На 19 януари 1982 година Георги Милушев е назначен за началник на окръжното управление на МВР в Хасково, а през лятото преминава нов двумесечен курс в школа на съветския КГБ. Начело на МВР в Хасково той се отличава при провеждането на т.нар. „Възродителен процес“, което дава силен тласък на кариерата му, като още през септември 1985 година е повишен в генерал-майор. На 7 май 1986 година е върнат в София като заместник-началник на Второ главно управление.
На 6 октомври 1986 година Милушев е назначен за началник на Управлението за безопасност и охрана – най-голямото управление на Държавна сигурност – дни след като предишният му началник Илия Кашев се самоубива. От 13 декември 1988 година е член на ЦК на БКП. На 1 декември 1989 година, малко след отстраняването на Тодор Живков, е освободен от поста си като запазва правата си на началник на управление, а със заповед от февруари 1990 година е пенсиониран, считано от 1 юни 1990 година.
След уволнението си от МВР Георги Милушев става търговски представител на България във Виетнам, но през 1991 година е освободен и от този пост. След връщането си в България издава мемоарната книга „По коридорите на властта: Спомени“, а през септември основава семейната фирма „Зора“, която през следващите години създава верига от магазини за битова техника. Почетен член е на Националния съюз „Безопасност и охрана.“

## Образование
- Свиленградска гимназия (до 1955)
- Народното военно училище „Васил Левски“ (1955 – 1958)
- Висш икономически институт „Карл Маркс“ (до 1971)

## Военни звания
- лейтенант от БНА (6 октомври 1958)
- старши лейтенант от БНА (5 септември 1961)
- капитан от ДС (18 септември 1965)
- майор от ДС (2 септември 1970)
- подполковник от ДС (31 август 1974), предсрочно
- полковник от ДС (29 август 1979)
- генерал-майор от ДС (6 септември 1985)[22]

## Награди
- Медал „МВР“ III степен (26 август 1968)[23]
- Орден „9 септември 1944“ III степен с мечове (17 февруари 1977)[12]
- Почетна значка на МВР (26 август 1981)[14]
- Медал „За заслуги за сигурността и обществения ред“ (27 август 1982)[14]
- Орден „9 септември 1944“ I степен с мечове (6 септември 1984)[14]
- Орден „Народна република България“ I степен (1986; за принос към „Възродителния процес“)[16]
- Орден „Народна република България“ I степен (19 юни 1987)[16]